# 142 г. пр.н.е.
142 (сто четиридесет и втора) година преди новата ера (пр.н.е.) е година от доюлианския (Помпилийски) римски календар.

## Събития

### В Римската република
- Консули са Луций Цецилий Метел Калв и Квинт Фабий Максим Сервилиан. Цензори са Публий Корнелий Сципион Емилиан Африкански и Луций Мумий Ахаик.
- Цензорите провеждат преброяване, което установява наличието на 328 442 римски граждани.[1]
- Консулът Мумий украсява Рим с нови сгради (сред които и храм на Херкулес Победител) и произведения на изкуството в чест на победите от 146 г. пр.н.е., Сципион Емилиан от друга страна предпочита да изтъква старите римски морални правила и ценности като причина за успехите.[2]
- Цензорите прибавят каменни арки към Pons Aemilius превръщайки го в първия изцяло каменен мост в Рим.[3]
- Консулът Сервилиан получава командването в Испания, за да ръководи Лузитанската война и да се сражава с вожда Вириат.[2]

### В Азия
- Антиох VI Дионисий е убит от Диодот Трифон, който окупира властта и се обявява за цар.[4]
- Трифон се обръща с призив за помощ към Рим насочен срещу съперника му Деметрий II Никатор, но Сенатът отказва да се намеси в конфликта.[4]
- Съюз между Деметрий II и Симон Хасмоней. Симон превзема цитаделата на Йерусалим и изпраща посланици до Рим.[4]

## Родени
- Птолемей IX, фараон на Птолемейски Египет (умрял 81 г. пр.н.е.)

## Починали
- Антиох VI Дионисий, цар на Селевкидите

Бележки: